# Aufmerksamkeitsassistent

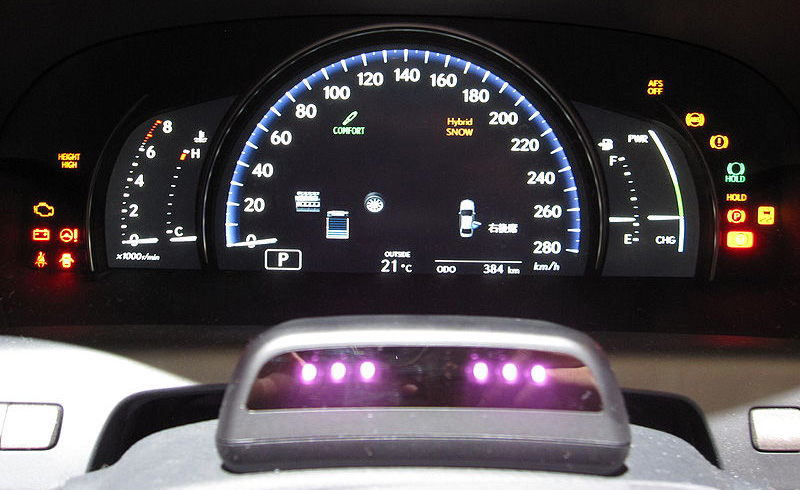
Aufmerksamkeitsassistent mit Infrarotsensoren am Lenkrad

Als Aufmerksamkeitsassistent wird eine Müdigkeitserkennung in Kraftfahrzeugen bezeichnet, die helfen soll, Unfälle durch schläfrig werdende Fahrer und den gefährlichen Sekundenschlaf zu vermeiden. Oft wird das System auch als Müdigkeitswarner bezeichnet. Wie alle solche unterstützenden Systeme ersetzt sie kein verantwortungsvolles Verhalten.

## Funktionsweise
Um Unfällen vorzubeugen, muss das System nachlassende Konzentration, die zu gefährlichem Sekundenschlaf führen kann, früh genug erkennen können. Die Einschätzung des Wachheitszustandes des Fahrers muss überdies in einem für ihn akzeptierbaren Rahmen bleiben, also keinen besonderen Aufwand bedeuten und nicht durch Fehlalarme stören. 
Bei ersten Ansätzen der Entwicklung sollte der Grad der Wachheit des Fahrers direkt bestimmt werden. Dazu wurde eine Verkabelung angelegt oder eine spezielle Brille getragen, in der Sensoren die Augenaktivität überwachten. Bei anderen Ansätzen wurde die Kopfneigung überwacht. Die Ergebnisse überzeugten nicht.
In den aktuellen Systemen werden unterschiedliche Ansätze verfolgt, bei denen indirekt aus Bedienvorgängen auf die Schläfrigkeit geschlossen wird. Die Gemeinsamkeit besteht darin, dass Rückschlüsse aus Messungen zur Ausgabe von abgestuften akustischen, optischen oder haptischen Signalen und zur Anzeige von entsprechenden Meldungen führen, wobei Anbieter diese Meldungen als „sanft“ umschreiben, da ein Erschrecken eines gerade Einschlafenden unerwünschte, heftige Reaktionen nach sich ziehen könnte. 
Ein Ansatz besteht in der Überwachung der Einhaltung der Spur zwischen den Fahrbahnmarkierungen durch Auswertung von Bildern einer Videokamera. Solche Markierungen sind insbesondere auf besser ausgebauten Straßen vorhanden, wobei diese Art von Unfallgeschehen gerade auf solchen Strecken gehäuft vorkommt. Es liegt die Überlegung zugrunde, dass schläfrig werdende Fahrer anfangen, zunächst kaum merklich zwischen den Markierungen zu pendeln.
Ein anderer Ansatz besteht in der laufenden, feinfühligen Überwachung der Lenkbewegungen, die sich bei schläfriger werdenden Personen recht früh verändern. Sie machen kleinere Lenkfehler, die oft schnell und abrupt korrigiert werden. Anhand dieser schnellen Korrekturen errechnet das System in Verbindung mit dem Blinkverhalten, der Tageszeit und der Geschwindigkeit des Fahrzeugs einen Müdigkeitsgrad.